# Бруно Царрілло
Бруно Царрілло (італ. Bruno Zarrillo, нар. 5 вересня 1966, Вінніпег) — італійський хокеїст канадського походження, що грав на позиції крайнього нападника. Грав за збірну команду Італії.

## Ігрова кар'єра
Професійну хокейну кар'єру розпочав 1987 року.
Протягом професійної клубної ігрової кар'єри, що тривала 18 років, захищав кольори команд «Больцано», «Мілан», «Кельнер Гайє», «Нюрнберг Айс-Тайгерс», «Берн», «Лангенталь» та «Сьєрра».
Виступав за збірну Італії.

### Збірна
Граючи за збірну Італії, Бруно Царрілло тричі брав участь у зимових Олімпійський іграх у 1992, 1994 та 1998 роках. Також він 10 разів представляв Італію на чемпіонатах світу.